# AS Béziers
AS Béziers – francuski klub piłkarski z siedzibą w Béziers działający w latach 1911–1990.

## Historia
Stade Béziers Sport został założony w 1911. W 1918 roku zmienił nazwę na Stade Olympien Biterrois. W 1932 roku klub wystartował w Division Honneur Sud-Est (ówczesna III liga). Do wybuchu drugiej wojny światowej klub występował na trzecim i czwartym poziomie ligowym. W 1935 roku po raz kolejny zmienił nazwę na Entente Sportive Biterroise. 
W 1939 roku sekcja piłkarska odłączyła się od Entente Sportive Biterroise tworząc klub piłkarski Association Sportive Béziers. W 1945 roku klub uzyskał status profesjonalny, dzięki czemu mógł uczestniczyć w rozgrywkach Division 2. W drugiej lidze klub występował przez kolejne 12 lat. W 1957 klub zajął 2. miejsce w drugiej lidze, dzięki czemu po raz pierwszy w historii awansował do Première Division. We francuskiej ekstraklasie Béziers występował tylko przez sezon. W swoim jedynym sezonie Béziers zająło ostatnie, 18. miejsce. 
Przez następne 29 lat (z dwiema przerwami w latach 1969–1970 i 1972–1973) klub występował na zapleczu ekstraklasy. Po spadku do Division 3 w 1987 Béziers zaliczyło rok później kolejny spadek do Division 4 w 1988 roku. Dwa lata później na skutek kłopotów finansowych klub rozwiązano. 
W 2007 roku powstał nowy klub o nazwie AS Béziers, który obecnie występuje w Championnat de France amateur 2. 

## Sukcesy
- 1 sezon w Première Division: 1957-1958.
- wicemistrzostwo Division 2 (1): 1957.

## Reprezentanci kraju grający w klubie
| - Claude Abbes - Joseph Bonnel - François Bracci - Gérard Janvion - Vojislav Melić | - Fathi Chebal - Faouzi Mansouri - Ernest Ebongué - Ernst Stojaspal - Leongino Unzain |

## Trenerzy
| - Jules Dewaquez (1933–1934) - Jean Jourdan - Grumbaum - Istvan Berecz (1947–1949) - Joseph Azema (1949–1950) - Curt Keller (1950–1951) - René Llense (1951–1952) - André Riou (1952–1953) - Gaston Plovie (1953–1955) - Pepi Humpal (1955–1958) - Marcel Tomazover (1958–1959) - Aimé Nuic (1959–1962) - René Pleimelding (1962–1964) | - Brynley Griffith (1964) - Marcel Tomazover (1964–1966) - Spasoje Nikolić (1966–1967) - Stanislas Golinski (1967–1969) - Aimé Nuic (1969) - Jean Jean (1969) - Lubyche Stevanovitch (1969–1970) - Hector Maison (1970–1971) - Jean-Marie Couronne (1971–1973) - Adolphe Martinez (1973) - Camille Passi (1973–1974) - Joseph Bonnel (1974–1977) - Vojislav Melić (1977–1979) | - José Pelletier (1979–1983) - Daniel Armand (1983) - Jean-Pierre Destrumelle i Daniel Armand (1983–1984) - Jean-Pierre Borgoni (1984) - Angelo Morra (1984) - Paul Dolezar i Daniel Armand (1984–1985) - Paul Dolezar (1985–1986) - Robert Vicot (1986) - Daniel Armand (1986–1987) - Eric Firoud (1987–1988) - Daniel Rey (1989–1990) - Garcia (1990) |

## Sezony wPremière Division
| Sezon   | Uzyskane Miejsce |
| ------- | ---------------- |
| 1957-58 | 18 (spadek)      |